# Lakeshore Gardens-Hidden Acres
Lakeshore Gardens-Hidden Acres és una concentració de població designada pel cens dels Estats Units a l'estat de Texas. Segons el cens del 2000 tenia 720 habitants.

## Demografia
Segons el cens del 2000, Lakeshore Gardens-Hidden Acres tenia 720 habitants, 303 habitatges, i 212 famílies. La densitat de població era de 142,6 habitants/km².
Dels 303 habitatges en un 24,8% hi vivien nens de menys de 18 anys, en un 57,8% hi vivien parelles casades, en un 9,6% dones solteres, i en un 30% no eren unitats familiars. En el 24,8% dels habitatges hi vivien persones soles el 14,5% de les quals corresponia a persones de 65 anys o més que vivien soles. El nombre mitjà de persones vivint en cada habitatge era de 2,38 i el nombre mitjà de persones que vivien en cada família era de 2,83.
Per edats la població es repartia de la següent manera: un 21,8% tenia menys de 18 anys, un 5,4% entre 18 i 24, un 22,9% entre 25 i 44, un 30,3% de 45 a 60 i un 19,6% 65 anys o més.
L'edat mediana era de 45 anys. Per cada 100 dones de 18 o més anys hi havia 93,5 homes.
La renda mediana per habitatge era de 40.682 $ i la renda mediana per família de 42.778 $. Els homes tenien una renda mediana de 31.500 $ mentre que les dones 21.389 $. La renda per capita de la població era de 52.512 $. Aproximadament el 9,3% de les famílies i el 16,7% de la població estaven per davall del llindar de pobresa.

## Poblacions més properes
El següent diagrama mostra les poblacions més properes.